# Moenkhausia cosmops
Moenkhausia cosmops es una especie de peces de la familia Characidae en el orden de los Characiformes.

## Morfología
Los machos pueden llegar alcanzar los 4,8 cm de longitud total.
- Número de  vértebras: 28-30.[1][2]

## Alimentación
Come insectos (principalmente  hormigas),  algas y de otras materias vegetales.

## Hábitat
Vive en zonas de clima tropical.

## Distribución geográfica
Se encuentran en Sudamérica: afluentes del río Sepotuba (cuenca del río Paraguay) y del río Juruena (cuenca del río Tapajós) en Brasil.